# Бреславльский мир
Бреславльский мир (нем. Vorfrieden von Breslau) — сепаратный мирный договор, заключённый в Бреславле 11 июня 1742 года между австрийской эрцгерцогиней Марией Терезией и прусским королём Фридрихом II, окончил первую Силезскую войну. 27 июля договор был ратифицирован в Берлине.
После проигранной битвы при Хотузице австрийская правительница Мария Терезия решила заключить мир с прусским королем Фридрихом II, чтобы больше не дробить свои силы в Войне за австрийское наследство. Переговоры, проходившие при посредничестве британского посланника лорда Хайндфорда, вели министр Генрих граф фон Подевильс от Пруссии и советник императорского двора барон Карл Йозеф фон Гиллерн от Австрии.
По условиям договора, Австрия теряла: «Нижнюю и Верхнюю Силезию до Тешена, Троппау и землю по ту сторону Оппы и высоких гор, равно и графство Глац». Княжество Тешен, расположенное по другую сторону Оппы, и большая часть княжеств Троппау и Егерндорф остались за Австрией как Австрийская Силезия. Пруссия обязалась расторгнуть союз против Австрии и взяла на себя долги Силезии перед Великобританией в размере 1,7 миллиона гульденов.